# Al Green (polític)
Alexander N. Green, també conegut com Al Green (Nova Orleans, Louisiana, 1 de setembre de 1947) és un polític estatunidenc, membre del Partit Demòcrata i elegit membre de la Cambra de Representants per l'estat de Texas des del 2005. El maig de 2017, va ser promotor del primer intent d'impeachment al president dels Estats Units Donald Trump, que no es va arribar a votar.

## Biografia
Després d'estudiair dret, Al Green es va convertir en advocat. De 1977 a 2004, va ser jutge de pau del comtat de Harris. Durant un temps, va presidir la Associació Nacional per al Progrés de les Persones de Color de Houston.
En les eleccions a la Cambra de Representants dels Estats Units de 2004, les circumscripcions de Texas van ser modificades. El 25è districte, que tenia com a representant el demòcrata Chris Bell, va tenir molts canvis: es va convertir en el 9è districte, majoritàriament format per persones afrodescendents i hispanoamericans. Al Green es va enfrontar a Bell i va guanyar les primàries demòcrates amb un 66% dels vots. Va ser elegit en l'elecció general, obtenint un 72,2% dels sufragis.
Posteriorment, va ser elegit amb el 100% dels vots en les eleccions de 2006. Va ser reelegit amb folgança amb molt marge en les eleccions posteriors: va obtenir un 93.6% dels sufragis l'any 2008 (sense opositor republicà), un 75,7 % en les de 2010, un 78,5% en les de 2012 i un 90,8% en les de 2014 (una vegada més, sense candidat pel Partit Republicà).
El 17 de maig de 2017, va pronunciar un discurs sobre un eventual impeachment al president Donald Trump.